# Pathorama
Pathorama ist eine frei zugängliche Online-Lernumgebung der Pathologie für verschiedene Zielgruppen. Im deutschsprachigen Raum existieren bisher nur wenige frei auf dem Internet zugängliche Angebote für die Aus-, Fort- und Weiterbildung im Fach Pathologie. Pathorama setzt sich aus Online Lern- und Informationsmodulen sowie Tools zur Selbstevaluation zusammen, welche alle Gebiete der Pathologie abdecken (Autopsie, Makroskopie, Histologie, Zytologie) und sich gegenseitig ergänzen bzw. aufeinander aufbauen. 2007 erfolgte eine Namensänderung von PathoBasiliensis in Pathorama. Das Projekt PathoBasiliensis wurde 2004 mit dem Medida-Prix ausgezeichnet.

## Aufbau
Pathorama besteht aus folgenden Komponenten:
| PathoPic              | Bilddatenbank; Basis der meisten anderen Module               | deutsch und englisch |
| HiPaKu                | Histopathologiekurs; für Studierende der Medizin              | deutsch              |
| ZyPaKu                | Zytopathologiekurs; für Ärzte und Laboranten                  | deutsch              |
| vSlides               | virtuelle histologische Präparate                             | englisch             |
| vCollections          | themenbezogene Sammlungen virtueller histologischer Präparate | englisch             |
| Autopsiefalldatenbank | Falldatenbank; für Studierende und Ärzte                      | deutsch              |
| MatchingPair          | Spiel für die Selbstevaluation; fachübergreifend              | deutsch              |

Pathorama ist modular aufgebaut. PathoPic und vSlides sind Grundmodule, die in darauf aufbauenden Modulen (z. B. HiPaKu, vCollections) wiederverwendet werden. HiPaKu seinerseits ist mit minimalem Aufwand auf andere Universitäten anpassbar und wurde bereits für 5 Universitäten implementiert. Andere Module (z. B. MatchingPair, vCollections) sind so konzipiert, dass sie durch reine Parametrierung von verschiedenen Fachbereichen genutzt werden können.
Das Konzept von Pathorama erlaubt eine inhaltlich-modulare sowie kostengünstige und wartungsfreundliche Implementierung von Online-Lernmaterialien. Diese Aspekte sind die Voraussetzung für eine machbare, d. h. finanzierbare und nachhaltige Übertragbarkeit auf andere Fächer, auch außerhalb der Pathologie und Medizin.

## Anwendungen von Werkzeugen aus Pathorama
Zu der unter Literatur ausführlich dokumentierten studentischen Ausbildung und Pathologie-spezifischen Anwendungen gesellen sich weitere Einsatzmöglichkeiten:
- Bilder und virtuelle Präparate werden zur Dokumentation genutzt
- Forschungsarbeiten im Bereich der Künstlichen Intelligenz, Bereich Bilderkennung.[8]

## Geschichtlicher Hintergrund
1998 stellt Katharina Glatz mit dem Beginn ihrer Facharztausbildung zur Pathologin fest, dass gutes Bildmaterial in dieser visuell stark geprägten Disziplin nur spärlich und/oder in teuren Büchern vorhanden ist. Ihr Ehemann Dieter Glatz ist als stellvertretender Leiter des Universitätsrechenzentrums stark in die Bereitstellung der neuen Internet-Technologien involviert und sie schaffen ein frei zugängliches Web-Angebot für die Ausbildung. Zuerst entsteht eine Autopsiefalldatenbank mit 120 Fällen. Schnell erkennen die beiden, dass Bildmaterial in einer modularen, wiederverwertbaren Form bereitgestellt werden muss, um effizient Lernmodule aufbauen zu können. Somit entsteht PathoPic, eine Bilddatenbank, die mittlerweile über 10'000 Bilder aus Makroskopie, Histologie und Zytologie bereitstellt.
Während andere Bildsammlungen automatisiert gescannt und ins Web eingestellt wurden, wird bei PathoPic jedes Bild sorgfältig ausgesucht und nach Thesaurus-basierten Kategorien mit Metadaten versehen. Dies ermöglicht ein gezieltes Suchen und Finden relevanter Bilder zu einem vorgegebenen Thema.
1999 Aufbau von HiPaKu. Studierende lernen mit dem HistoPathologieKurse intensiv für die Prüfungsvorbereitungen.
Ein Zytopathologiekurs (ZyPaKu) und Lernspiele (z. B. MatchingPair) runden das Angebot ab.
2000 stellt sich eine neue – didaktische – Herausforderung: das nun ausreichend vorhandene Bildmaterial ist zwar äußerst instruktiv, kann aber das Suchen und Finden mit selbstgewähltem Einstellen unterschiedlicher Vergrößerungen am Mikroskop nicht ersetzen. Aber gerade diese – explorative – Vorgehensweise am Mikroskop ist eine wichtige Komponente des Lernprozesses. Eine Lösung bietet ein virtuelles Mikroskop. Ein Histologie-Präparat wird dabei vollständig gescannt. Zeit- und Ort-unabhängig kann es anschließend von beliebig vielen Nutzern via Internet auf dem Computer betrachtet werden. Virtuelle Präparate sind riesig: 260'000 × 160'000 Pixeln (rund 125 GB Rohdaten pro Bild).
Kommerzielle Produkte existieren zu diesem Zeitpunkt noch nicht.
Mit einem Grant des Erneuerungsfonds der Universität Basel wird ein erstes virtuelles Mikroskop (vMic) konstruiert und programmiert, welches 2002 in Betrieb geht.
Die verschiedenen Lernwerkzeuge und Module werden zu einer gemeinsamen Lernplattform unter dem Namen PathoBasiliensis zusammengefasst.
Der Name setzt sich zusammen aus Pathologie und Universitas Basiliensis, dem lateinischen Namen der 1460 gegründeten Universität Basel.
Bis zu diesem Zeitpunkt wurde mit Ausnahme des Grants aus dem Erneuerungsfonds zur Beschaffung eines Mikroskops der Löwenanteil aller Beiträge von den Initianten auf privater Basis geleistet.
2004 Gewinn des Medida-Prix 2004.
2006 erhalten die Initianten im 4. Rahmenprogramm des Swiss Virtual Campus Mittel, um eine neue Version des virtuellen Mikroskops, sowie einer Datenbank für virtuelle Histologie-Präparate (vSlides) und virtuelle Schnittseminare (vCollections) aufzubauen. Als offizieller Uni-Partner agiert das Universitätsrechenzentrum, wo unter anderem Tobias Marquart und Gilbert Francz zur Realisierung des neuen Projektes beitragen.
2007 wird PathoBasiliensis einem Redesign und Namenswechsel unterzogen. Bestehende und neue Werkzeuge werden ab sofort unter dem Namen Pathorama zugänglich. Der Namenswechsel ist Reaktion auf die zunehmende Internationalisierung des Angebotes.

## Auszeichnungen
PathoBasiliensis wurde mehrfach ausgezeichnet. Höhepunkt war der Gewinn des höchstdotierten europäischen Wettbewerbs für E-Learning Projekte im Hochschulbereich Medida-Prix 2004, wo PathoBasiliensis unter 187 Teilnehmern aus Deutschland, Österreich und der Schweiz den ersten Preis gewinnen konnte.

## Publikationen

### Publikationen zu Quiz
In diesen Publikationen wurden Spezialisten mit einem Quiz-Modul befragt. Die beurteilten Bilder und virtuelle Präparate stammen aus PathoPic und vSlides:
- K. Glatz, S. Savic, D. Glatz, G. Francz, A. Barascud, B. Grilli, M. Herzog, P. Dalquen, G. Feichter, P. Spieler, M. Tamm, L. Bubendorf: An Online Quiz Uncovers Limitations of Morphology in Equivocal Lung Cytology. In: Cancer Cytopathology. Band 108, Nr. 6, 2006, S. 480–487.
- K. J. Butnor, R. T. Vollmer, H. Blaszyk, K. Glatz: Interobserver agreement on what constitutes visceral pleural invasion by non-small cell lung carcinoma: an internet-based assessment of international current practices. In: Am J Clin Pathol. Band 128, Nr. 4, 2007, S. 638–647.
- K. Glatz, B. Pritt, D. Glatz, A. Hartmann, J. O’Brien, H. Blaszyk: Variability in the Assessment of Serrated Colorectal Polyps. In: Am J Clin Pathol. Band 128, Nr. 2, 2007, S. 348.
- K. Glatz, N. Willi, D. Glatz, A. Barascud, B. Grilli, M. Herzog, P. Dalquen, G. Feichter, T. Gasser, T. Sulser, L. Bubendorf: An International Telecytological Quiz on Urinary Cytology Uncovers Educational Deficits and Absence of a Commonly Used Classification System. In: Am J Clin Pathol. Band 126, Nr. 2, 2006, S. 1–8.

### Publikationen über Pathorama
Publikationen, wo über die Einsatzmöglichkeiten von Pathorama (PathoBasiliensis) in Ausbildung und Forschung berichtet wurde:
- K. Glatz, L. Bubendorf, D. Glatz: Zytologie im Internet. In: Der Pathologe. Band 28, Nr. 5, 2007, S. 318–324.
- K. Glatz-Krieger, D. Glatz, M. J. Mihatsch: Virtual Microscopy: First applications. In: Der Pathologe. Band 27, Nr. 6, 2006, S. 469–476.
- K. Glatz-Krieger, U. Spornitz, A. Spatz, M. J. Mihatsch, D. Glatz: Factors to Keep in Mind when Introducing Virtual Microscopy. In: Virchows Archiv. Band 448, 2006, S. 248–255.
- K. Glatz, D. Glatz: Die Lernplattform PathoBasiliensis. In: Swiss Medical Informatics. Band 56, 2005, S. 7–10.
- K. Glatz-Krieger, D. Glatz, M. Gysel, M. Dittler, M. J. Mihatsch: Webbasierte Lernwerkzeuge für die Pathologie. In: Der Pathologe. Nr. 5, 2003, S. 394–399.
- K. Glatz-Krieger, D. Glatz, M. J. Mihatsch: Virtual Slides: High-Quality Demand, Physical Limitations, and Affordability. In: Human Pathology. Band 34, Nr. 10, 2003, S. 968–974.
- D. Glatz, K. Glatz-Krieger, M. J. Mihatsch: Datenbankbasierte Web-Projekte. In: Schweizerische Rundschau für Medizin PRAXIS. Band 88, 1999, S. 691–697.
- K. Glatz-Krieger, D. Glatz, M. J. Mihatsch: Autopsien im Internet; Ein webbasiertes Werkzeug für die Lehre. In: Schweizerische Rundschau für Medizin PRAXIS. Band 88, 1999, S. 498–503.